# Morbakka
Morbakka Gershwin, 2008 è un genere di cubomeduse della famiglia Carukiidae capace di provocare una seria forma di sindrome di Irukandji con il contatto. Il nome deriva da Moreton Bay, la baia in Australia orientale dove la medusa ha il suo habitat naturale.

## Descrizione

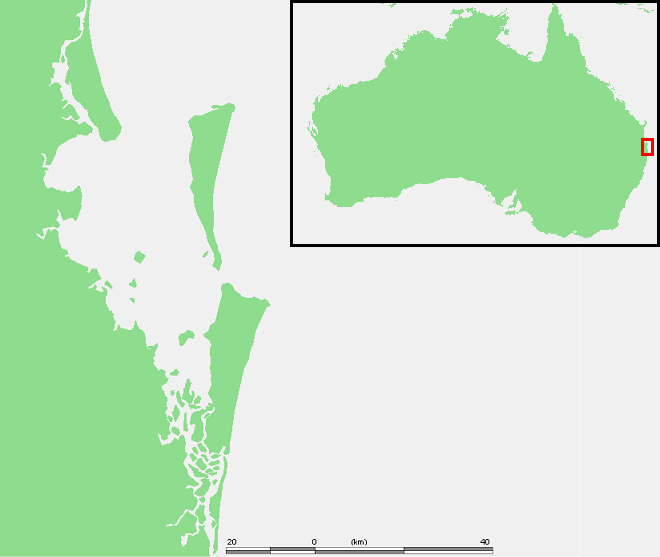
Ubicazione di Moreton Bay nell'Est australiano.

Le meduse Morbakka sono simili alle Tamoyidae, con un'ombrella robusta e coperta da verruche con nematocisti color rosa. I tentacoli sono spessi e lunghi, con una forma appiattita, come un nastro e contano tre tipi diversi di nematocisti. I bargigli del velarium, lembi di tessuto più spesso lungo il bordo inferiore dell'esombrella, sono evidenti, mentre gli organi sensoriali, i ropali,  possiedono corna con la caratteristica forma ad "orecchia di coniglio". Inoltre, nelle meduse Morbakka le facelle gastriche sono totalmente assenti.
Le Morbakka hanno anche molti tratti in comune con la carybdeida di Darwin (Gerongia rifkinae)  tant'è che erano state inizialmente associate allo stesso genere tassonomico. Ciononostante, la struttura del cnidoma  è molto diversa, così come le corna del ropalio e i canali del velarium: caratteristiche che permettono di differenziare i due generi.

## Sistematica
Spesso confuse con il genus Tamoya, la sistematica delle meduse Morbakka, così come di buona parte delle cubomeduse australiane, è stata rimaneggiata nei primi anni del XXI secolo. 
Le specie riconosciute come parte del genere Morbakka sono attualmente le seguenti:
- M. fenneri Gershwin, 2008
- M. virulenta Kishinouye, 1910

## Pericolosità
La puntura delle Morbakka può essere dolorosa, con sintomi simili alla sindrome di Irukandji. Il trattamento della puntura va fatto applicando abbondante aceto per neutralizzare i nematocisti e con successiva applicazione di ghiaccio per ridurre il rigonfiamento e il dolore.